# So Sudden
Albums de The Hush Sound
Like Vines
(2006)
So Sudden est le premier album de The Hush Sound. Il est d’abord sorti indépendamment au début 2005, puis repris après que le groupe ait signé un contrat avec Decaydance Records.

## Liste des pièces
1. "City Traffic Puzzle"
2. "Weeping Willow"
3. "Crawling Towards the Sun"
4. "The Artist"
5. "Unsafe Safe"
6. "Momentum"
7. Hourglass"
8. "Echo"
9. "My Apologies"
10. "The Market"
11. "Tides Change"
12. "Carry Me Home"
13. "Eileen"